# Keisuke Cuboi
Keisuke Cuboi (* 16. září 1979) je japonský fotbalista.

## Reprezentace
Keisuke Cuboi odehrál 40 reprezentačních utkání. S japonskou reprezentací se zúčastnil Mistrovství světa 2006.

## Statistiky
| Japonsko | Japonsko | Japonsko |
| Roky     | Záp.     | Góly     |
| -------- | -------- | -------- |
| 2003     | 11       | 0        |
| 2004     | 10       | 0        |
| 2005     | 7        | 0        |
| 2006     | 11       | 0        |
| 2007     | 1        | 0        |
| Celkem   | 40       | 0        |